# عصعص عصبي
العصعص العصبي (بالإنجليزية: coccygeal glomus)‏ أو الغدة العصعصية (بالإنجليزية: coccygeal gland)‏ أو غدة لوشكا (بالإنجليزية: Luschka’s gland)‏ هو بنية أثارية توجد أمام، أو أسفل العصعص.

## الأهمية الطبية
قد يظهر العصعص العصبي مشابهًا في الشكل لورم الكبة.